# 友よ人生を語る前に
「友よ人生を語る前に」（ともよじんせいをかたるまえに）は、2020年9月2日に発売されたTHE ALFEE通算68枚目のシングル。

## 概要
前作に引き続き、ノンタイアップ・シングル。
当初8月26日発売予定が、制作上の都合より1週間遅い9月2日発売となった。
ジャケットとボーナス・トラックの異なる初回限定盤3種類と通常盤の合計4種類で発売。
9月シングル発売は、1994年『COMPLEX BLUE -愛だけ哀しすぎて-』以来、26年振りとなる。
本作発売年の2020年は新型コロナウイルス感染症流行の影響により、恒例の春の全国ツアーが開催されない代わりに、自身初の無観客ライブを開催という異例の年となった。高見沢俊彦は「このコロナ禍の中で歌っていく楽曲には希望を持たせたい」という願いを込め、本曲を制作したという。
各盤収録・4曲目のボーナス・トラック・ライヴ音源は、初回限定盤3種類が2019年8月3日・8月4日に幕張メッセで行われた『THE ALFEE 45th Anniversary Summer Best Hit Alfee 2019 夏の乱“Battle Starship Alfee”』、通常盤が2019年8月25日に大阪城ホールで行われた『THE ALFEE 45周年記念セレモニー&スペシャルコンサート』のテイクが収録されている。
本作より表題曲のカラオケ・ヴァージョンの名称が「Original Instrumental」から「Strings Melody Version」に変更された。

## 収録曲
- 作詞・作曲：高見沢俊彦（特記除く）
- 編曲：高見沢俊彦 with 鎌田雅人（#1）、高見沢俊彦 with 本田優一郎]#2）

### 通常盤（TYCT-30114）
1. 友よ人生を語る前に
2. 太陽と鋼の翼
3. 友よ人生を語る前に（Strings Melody Ver.）
4. 碧空の記憶（Live at OSAKA-JO HALL Aug. 25, 2019）

### 初回限定盤 A（TYCT-39137）
1. 友よ人生を語る前に
2. 太陽と鋼の翼
3. 友よ人生を語る前に（Strings Melody Ver.）
4. 愛は想い出の中に（Live at Makuhari Messe Aug. 3, 2019）

### 初回限定盤 B（TYCT-39138）
1. 友よ人生を語る前に
2. 太陽と鋼の翼
3. 友よ人生を語る前に（Strings Melody Ver.）
4. 真夏の夢（Live at Makuhari Messe Aug. 4, 2019）
作詞：松本隆／作曲：筒美京平

### 初回限定盤 C（TYCT-39139）
1. 友よ人生を語る前に
2. 太陽と鋼の翼
3. 友よ人生を語る前に（Strings Melody Ver.）
4. 悲劇受胎（Live at Makuhari Messe Aug. 4, 2019）

## チャート成績
発売日のオリコンデイリーチャートで2位にランクインし、2020年9月14日付の同週間シングルチャートで初登場2位を獲得。これでTHE ALFEEはオリコンシングルチャートにおいても、昭和・平成・令和と3つの時代でトップ3入りする快挙を達成した。またBillboard Japanでは発売初週で30,719枚を売り上げ、2位にランクインしている。
オリコンによる本作のチャート登場回数は8回である。